# Michael Kongehl
Michael Kongehl (* 19. März 1646 in Kreuzburg, Ostpreußen; † 1. November 1710 in Königsberg) war ein deutscher lyrischer Dichter und Dramatiker der Barockzeit.

## Leben
Michael Kongehl erfuhr seine Schulbildung in Königsberg (im Herzogtum Preußen) und immatrikulierte sich 1661 an der Theologischen Fakultät der Universität Königsberg. Eine dreijährige Bildungsreise durch ganz Deutschland brachte ihn in Kontakt mit den Nürnberger Pegnitzschäfern, die ihn im September 1673 mit dem Beinamen „Prutenio“ als Mitglied aufnahmen. Auch in den beiden folgenden Jahren hielt Kongehl sich wieder in Nürnberg auf, wo er den Ordenspräsidenten Sigmund von Birken mehrmals besuchte.
Ohne jeden Zweifel war der Aufenthalt in Nürnberg bedeutend für Kongehls dichterische Entwicklung. Die Kenntnis italienischer Novellistik bzw. die Bekanntschaft mit Formen der mystischen Frömmigkeit wirkten maßgeblich auf seine durchaus originäre Textproduktion. 1683 kehrte er nach Königsberg zurück und aktiviert die verfeinerte Nürnberger Poetik in der dortigen regionalpolitischen Situation. Er setzte sich über das Medium Text vehement für die bürgerliche Position in den ständischen bzw. konfessionellen Auseinandersetzungen ein. Er wurde Ratsherr und schließlich Bürgermeister der Stadt Kneiphof/Königsberg. Als gelehrter Rhetor im situationsspezifischen Zusammenhang wurde er jedoch von außen kaum oder völlig unangemessen bewertet, schon die ersten Aufklärer verkannten ihn und sein Wirken grundlegend: Erdmann Neumeister nannte sein Werk 1695 als Beispiel für eine besonders misslungene Art des Dichtens. Insgesamt verfasste Kongehl zahlreiche argute Kasualia, Eklogen, Epigramme und vier Dramen und einen historischen Roman.

## Werke (Auswahl)
- Chur-Brandenburgisches Denkmahl, fürgestellet von Michael Kongehl beygenahmt Prutenio. Felseker, Nürnberg 1675. (Digitalisat)
- Surbosia, das ist Geschichtsmässiges Helden-Gedicht. Felßecker, Nürnberg 1676
- Belustigung bei der Unlust. 2 Bde. Königsberg 1683–85 (Lieder, Gedichte, Kirchenlieder) (Digitalisat Band 1), (Band 2)
- Jmmergrünender Cypressen-Hayn. Danzig 1694. (Trauerdichtungen) (Digitalisat)
- Lust-Quartier, neben dem Cypressen-Hayn, auß Allerhand Lust-Gedichten. >Hallervord, Königsberg 1694. (Digitalisat)
- Die unvergleichlich-schöne Princessin Andromeda.  In einem Misch-Spiel (Tragicocomoedia) aufs neu auf die Schau-Bühne geführet. Ann Arbor 1980 (Ndr. d. Ausg.) Reusner, Königsberg 1695. (Digitalisat)

## Werk- und Literaturverzeichnis
- Gerhard Dünnhaupt: "Michael Kongehl (1646-1710)", in: Personalbibliographien zu den Drucken des Barock, Bd. 4. Stuttgart: Hiersemann 1991, S. 2407–14. ISBN 3-7772-9122-6